# Jacob Golladay

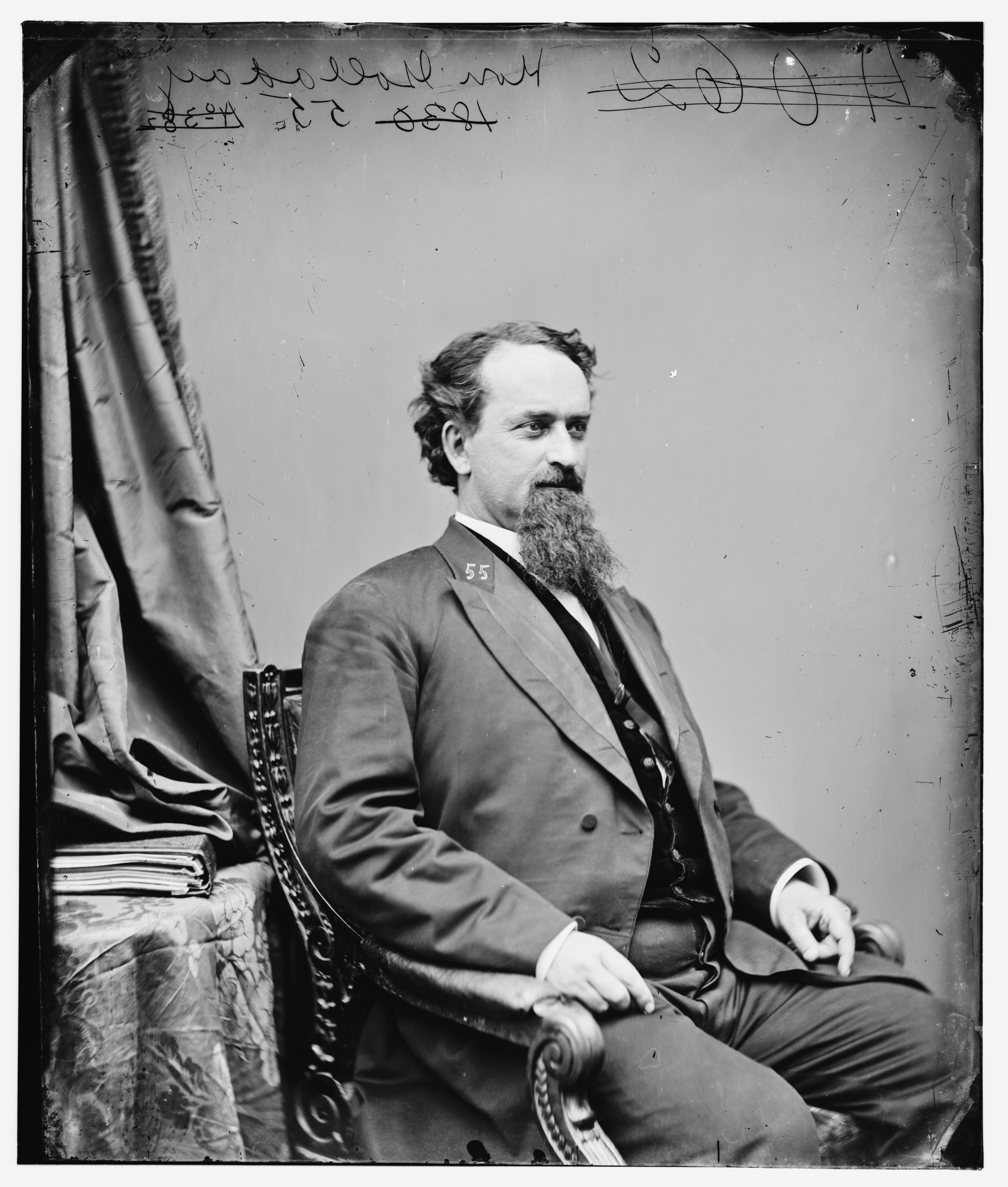
Jacob Golladay

Jacob Shall Golladay (* 19. Januar 1819 in Lebanon, Tennessee; † 20. Mai 1887 bei Russellville, Kentucky) war ein US-amerikanischer Politiker. Zwischen 1867 und 1870 vertrat er den Bundesstaat Kentucky im US-Repräsentantenhaus.

## Werdegang
Jacob Golladay war der ältere Bruder von Edward Isaac Golladay (1830–1897), der zwischen 1871 und 1873 den Staat Tennessee im Kongress vertrat. Er besuchte die öffentlichen Schulen seiner Heimat. Im Jahr 1838 zog er nach Nashville; ab 1845 war er in Kentucky ansässig, wo er nach einem Jurastudium als Rechtsanwalt praktizierte.
Golladay war Mitglied der Demokratischen Partei. Zwischen 1851 und 1853 saß er als Abgeordneter im Repräsentantenhaus von Kentucky; von 1853 bis 1855 gehörte er dem Staatssenat an. Nach dem Tod des Abgeordneten Elijah Hise wurde Golladay im dritten Wahlbezirk von Kentucky als dessen Nachfolger in das US-Repräsentantenhaus in Washington, D.C. gewählt, wo er am 5. Dezember 1867 sein neues Mandat antrat. Nach einer Wiederwahl im Jahr 1868 konnte er bis zu seinem Rücktritt am 28. Februar 1870 im Kongress verbleiben. In diese Zeit fiel das gescheiterte Amtsenthebungsverfahren gegen Präsident Andrew Johnson.
Nach seiner Zeit im US-Repräsentantenhaus arbeitete Jacob Golladay als Anwalt in Allensville. Er starb am 20. Mai 1887 nahe Russellville; in dieser Stadt wurde er auch beigesetzt.